# Keihan Electric Railway
La Keihan Electric Railway Co., Ltd. (京阪電気鉄道株式会社, Keihan Denki Tetsudō Kabushiki-gaisha), communément appelée Keihan, est une compagnie ferroviaire privée qui exploite des lignes ferroviaires dans les préfectures d’Osaka, de Kyoto et de Shiga au Japon. Elle possède aussi un réseau de lignes de bus.
Le nom Keihan (京阪) est formé du premier kanji de Kyoto (京都) et du second d'Osaka (大阪), les deux grandes villes desservies par la compagnie.

## Histoire
La compagnie est officiellement fondée le 19 novembre 1906. Elle ouvre sa première ligne entre Osaka et Kyoto en 1910.
Depuis 2016, Keihan Electric Railway fait partie de Keihan Holdings Co., Ltd., qui exerce également des activités dans l'immobilier, la distribution, les loisirs et les services.

## Lignes
Le réseau se divise en 2 parties indépendantes : les lignes Keihan qui s'articulent autour de ligne principale Keihan, et les lignes Ōtsu.

## Lignes Keihan
| Ligne                             | Nom japonais             | Terminus                                        | Longueur (km) | Gares |
| --------------------------------- | ------------------------ | ----------------------------------------------- | ------------- | ----- |
| Ligne principale Keihan           | 京阪本線                 | Yodoyabashi - Sanjō                             | 49,3          | 40    |
| Ligne Ōtō                         | 鴨東線                   | Sanjō - Demachiyanagi                           | 2,3           | 3     |
| Ligne Nakanoshima                 | 中之島線                 | Nakanoshima - Temmabashi                        | 3,0           | 5     |
| Ligne Katano                      | 交野線                   | Hirakatashi - Kisaichi                          | 6,9           | 8     |
| Ligne Uji                         | 宇治線                   | Chūshojima - Uji                                | 7,6           | 9     |
| Funiculaire Iwashimizu-Hachimangū | 石清水八幡宮参道ケーブル | Cable-hachimangū-guchi - Cable-hachimangū-sanjō | 0,4           | 2     |

## Lignes Ōtsu
| Ligne                   | Nom japonais | Terminus                              | Longueur (km) | Gares |
| ----------------------- | ------------ | ------------------------------------- | ------------- | ----- |
| Ligne Keishin           | 京津線       | Misasagi - Biwako-hamaotsu            | 7,5           | 7     |
| Ligne Ishiyama Sakamoto | 石山坂本線   | Ishiyamadera - Sakamoto-hieizanguchi. | 14,1          | 21    |

## Matériel roulant

### Lignes Keihan

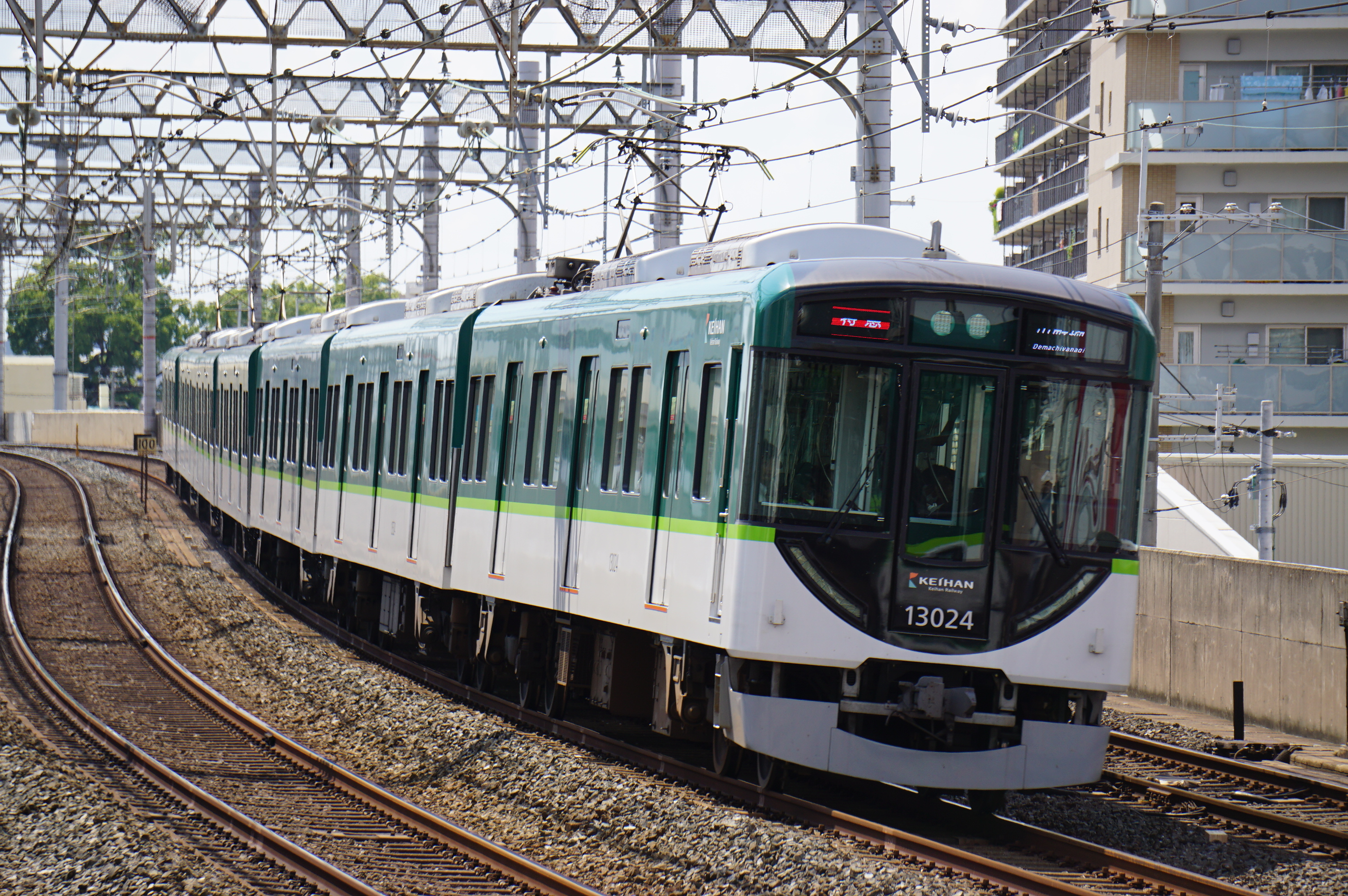
Keihan série 13000
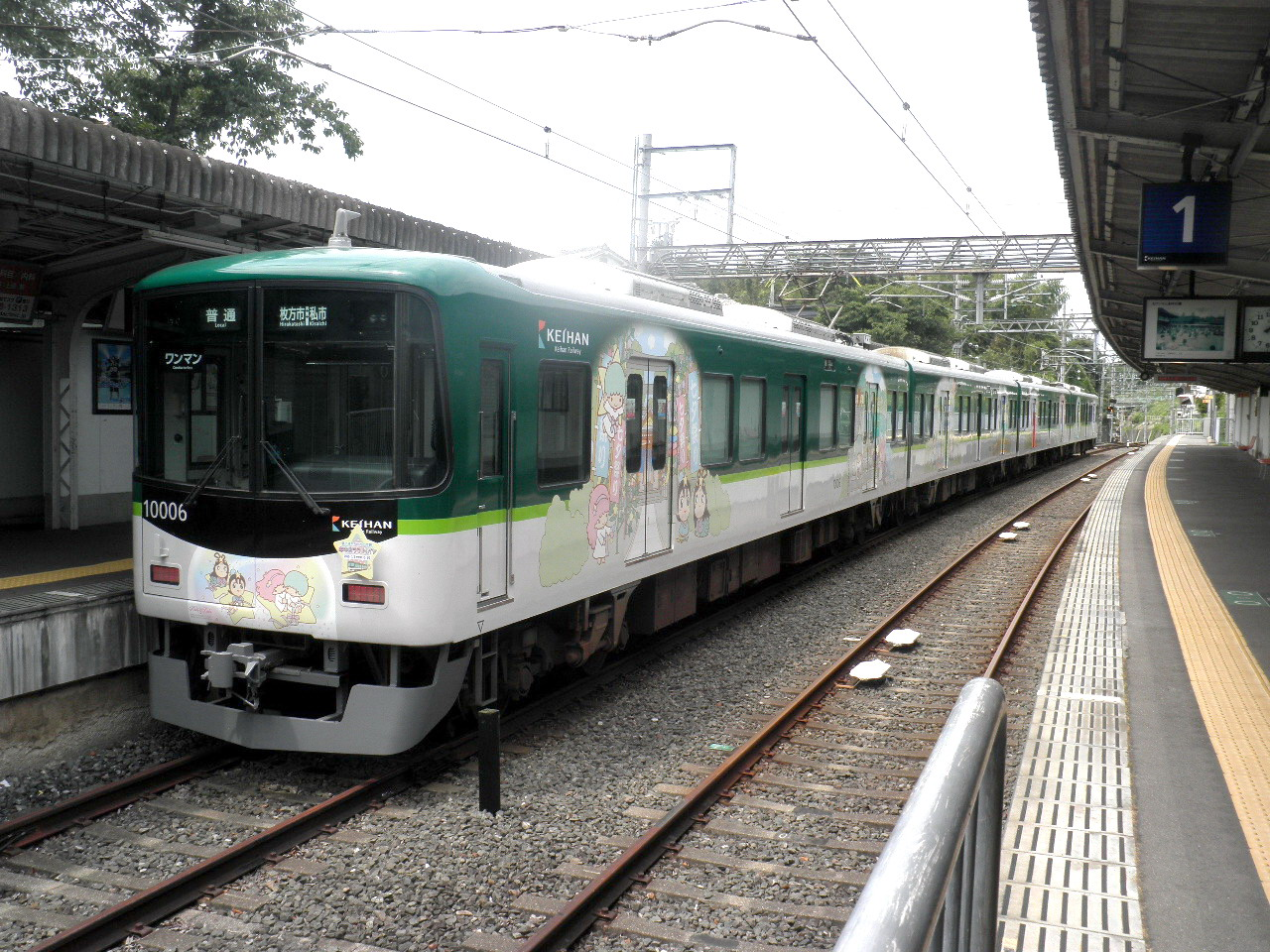
Keihan série 10000
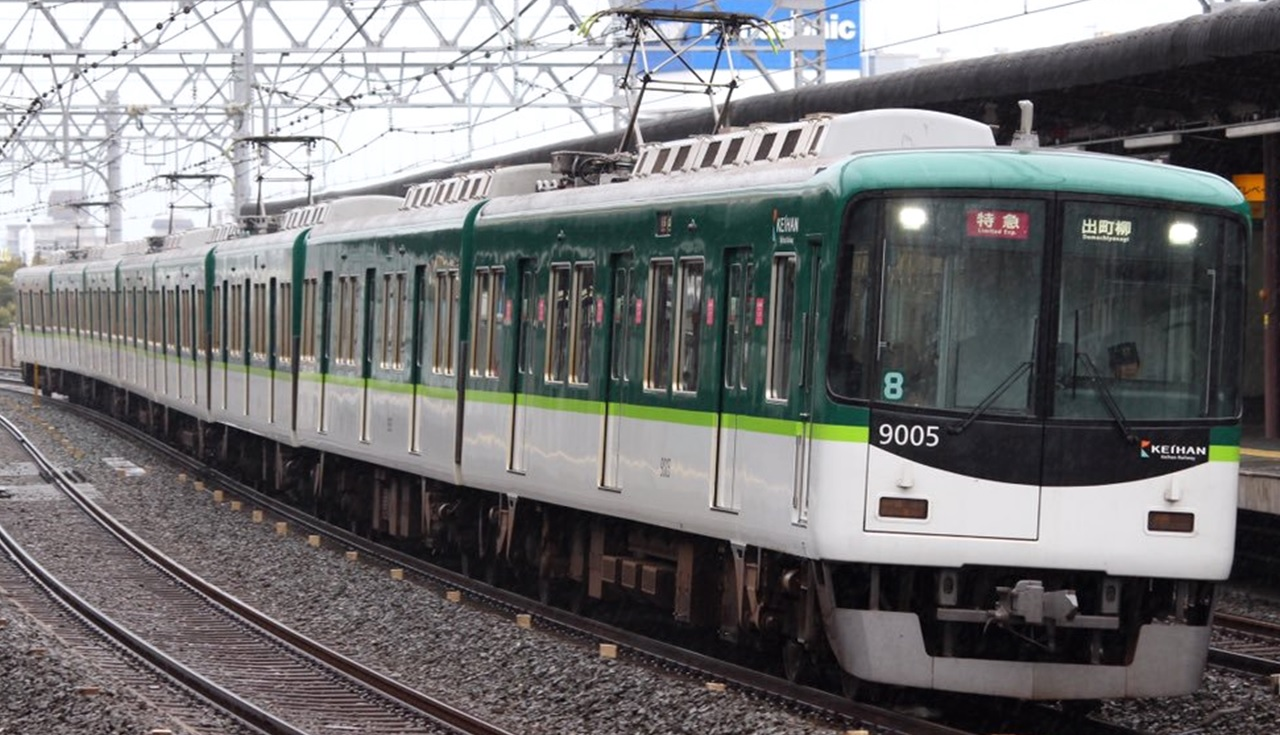
Keihan série 9000
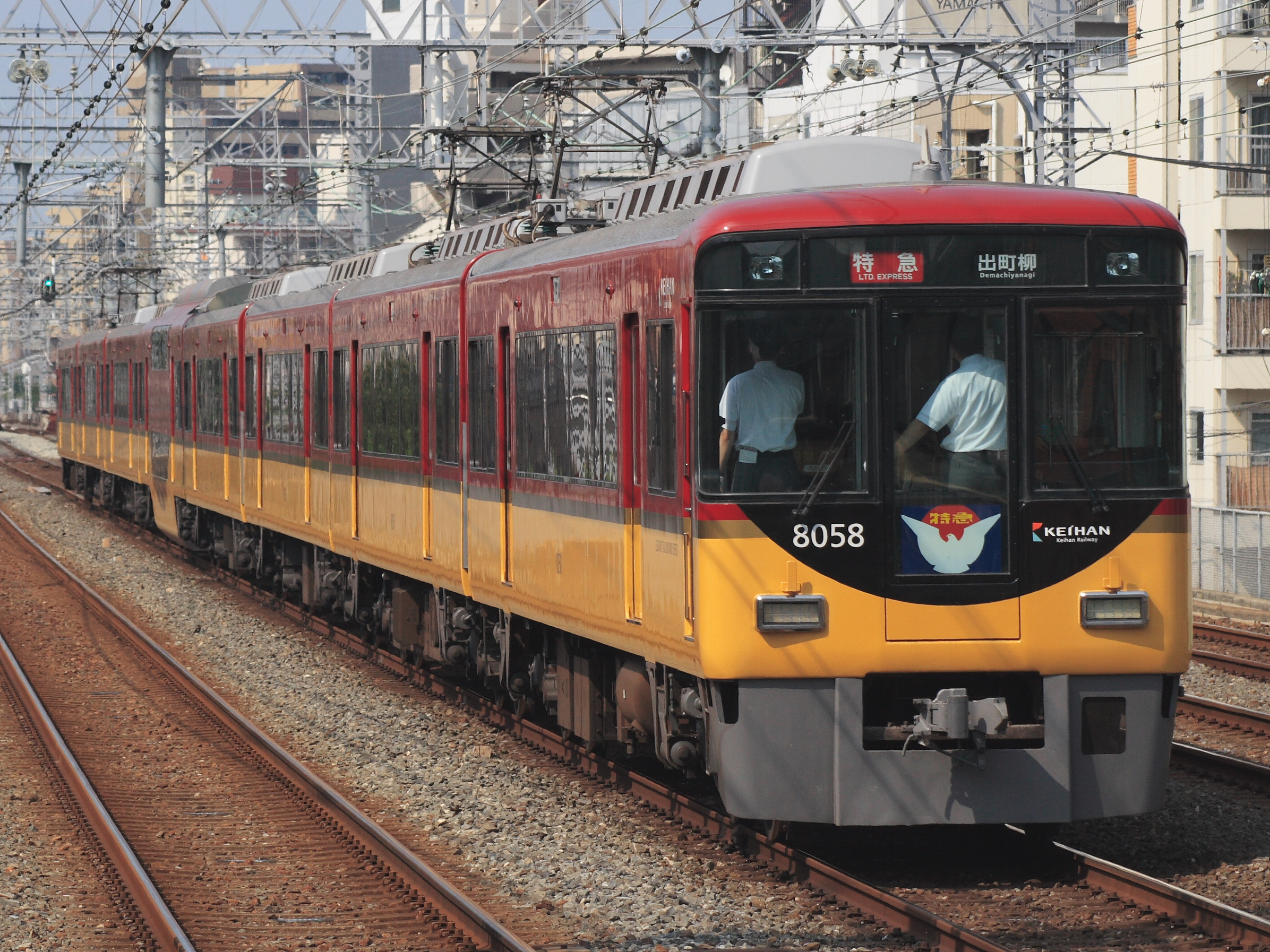
Keihan série 8000
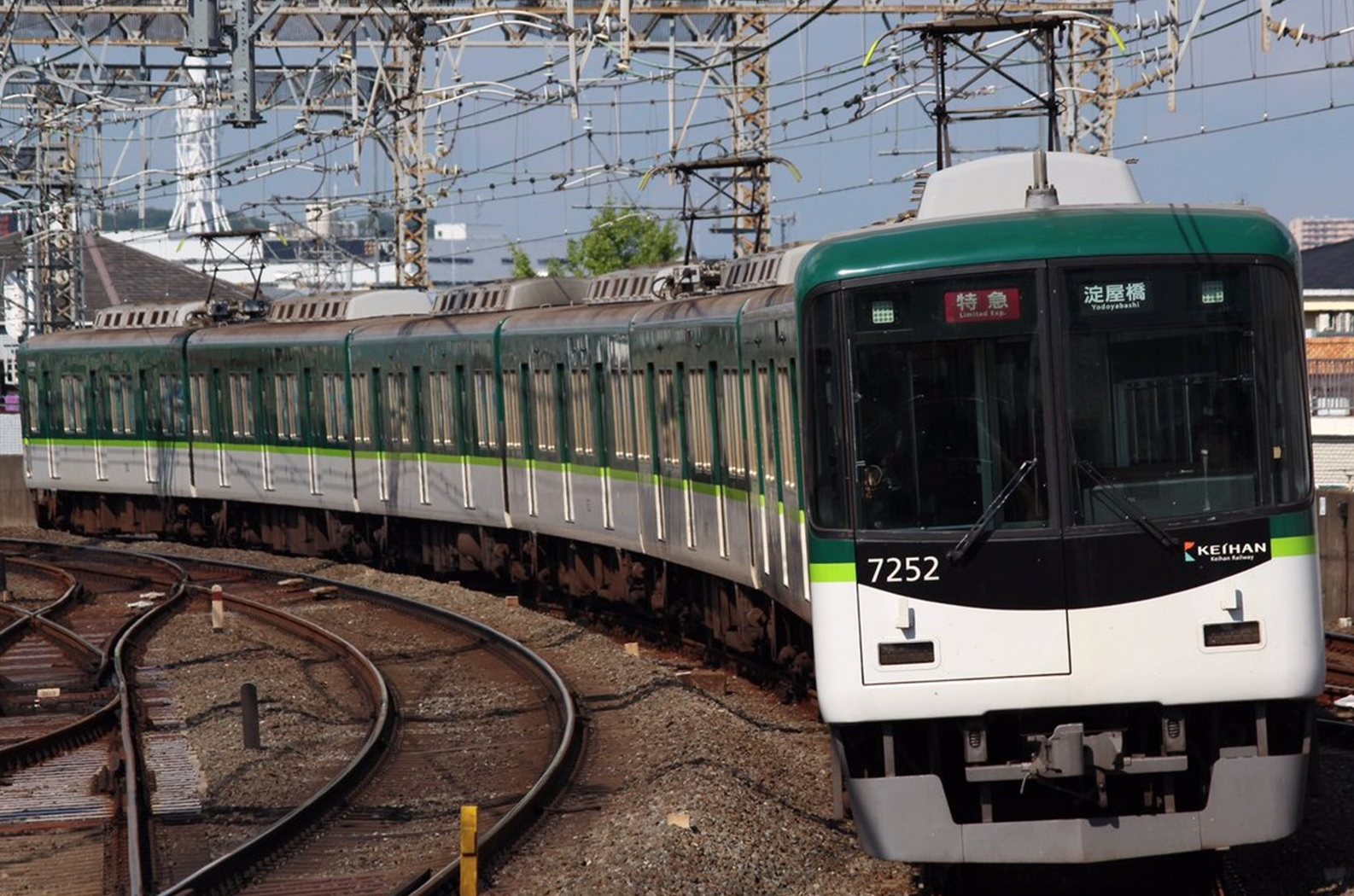
Keihan série 7200
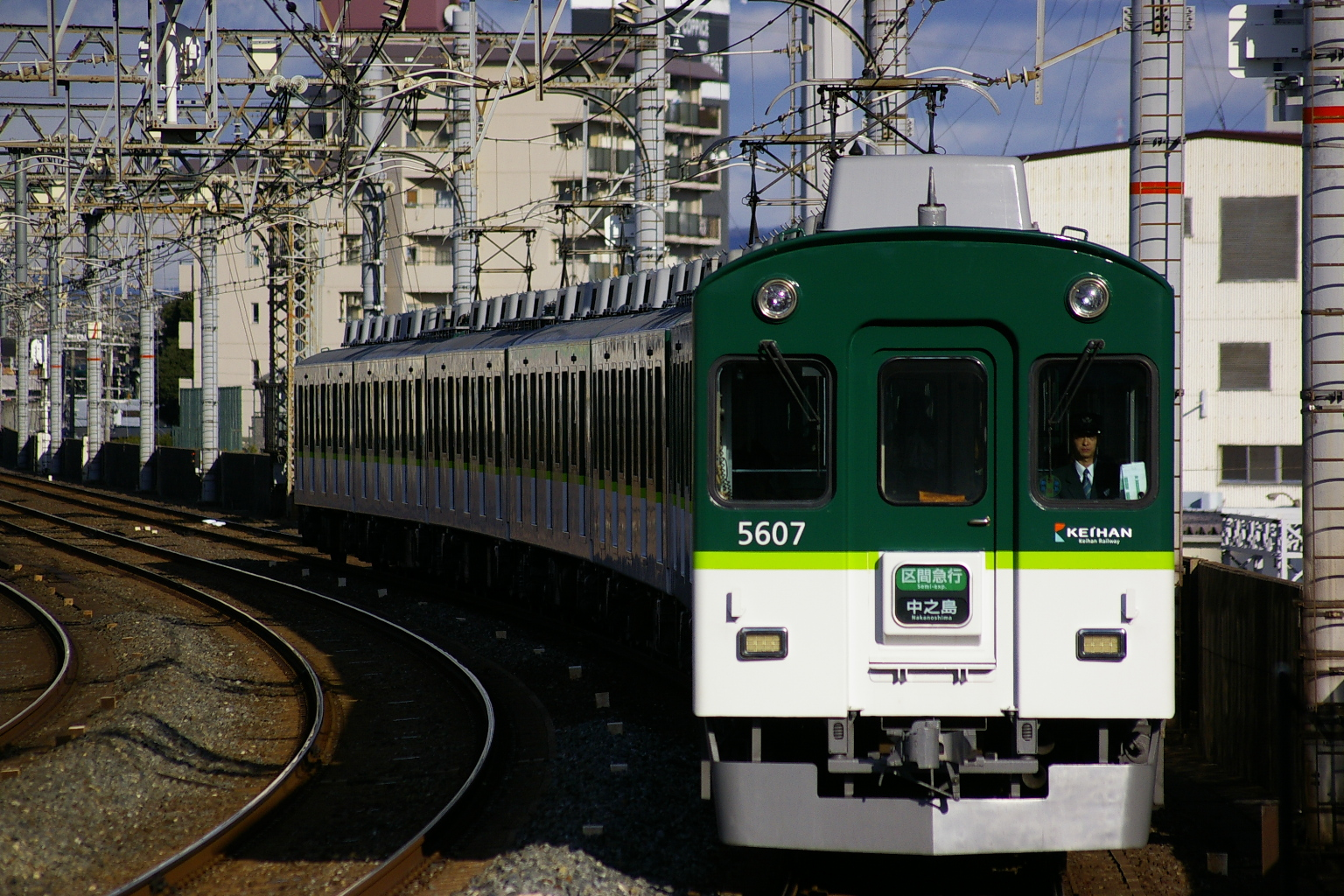
Keihan série 5000
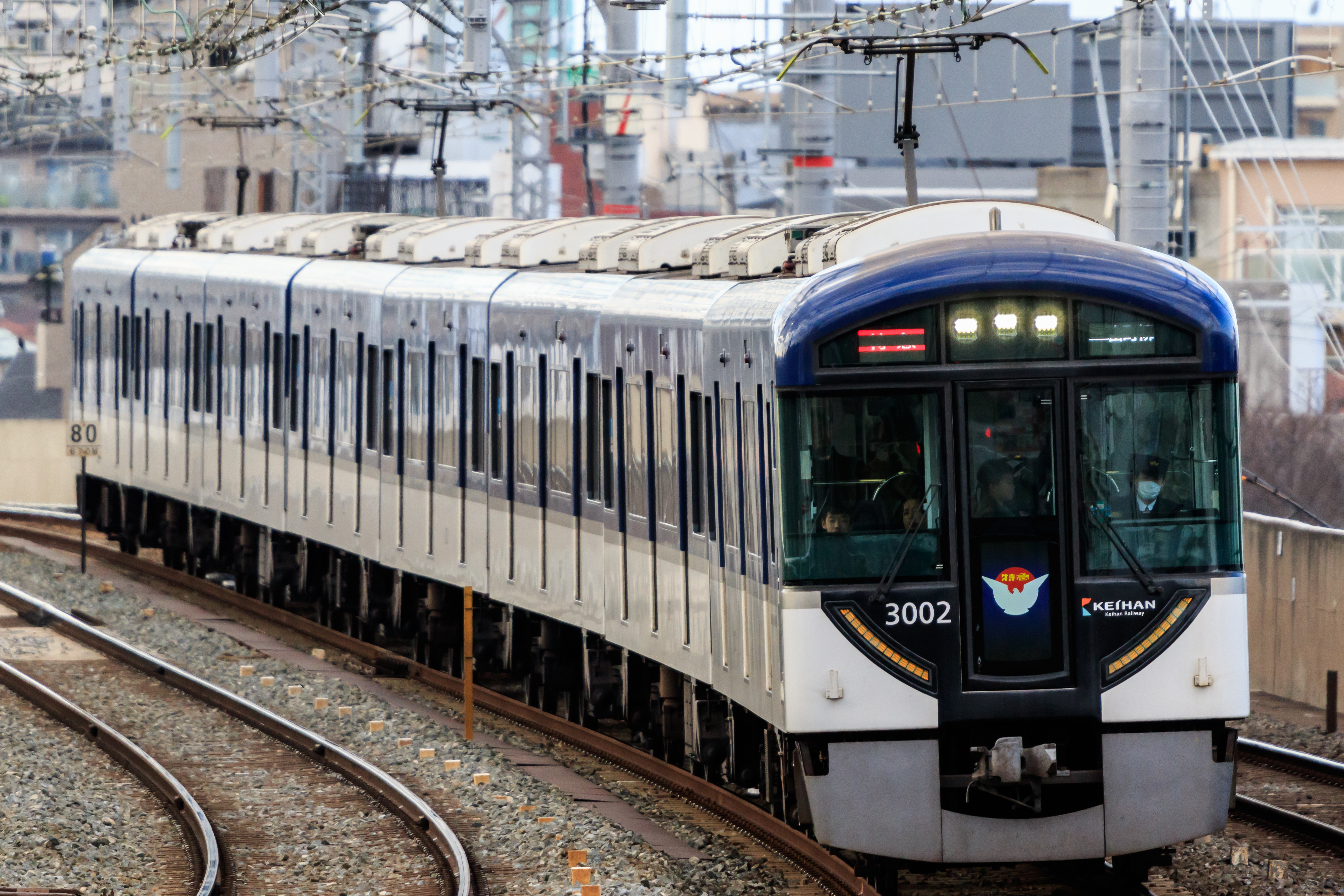
Keihan série 3000
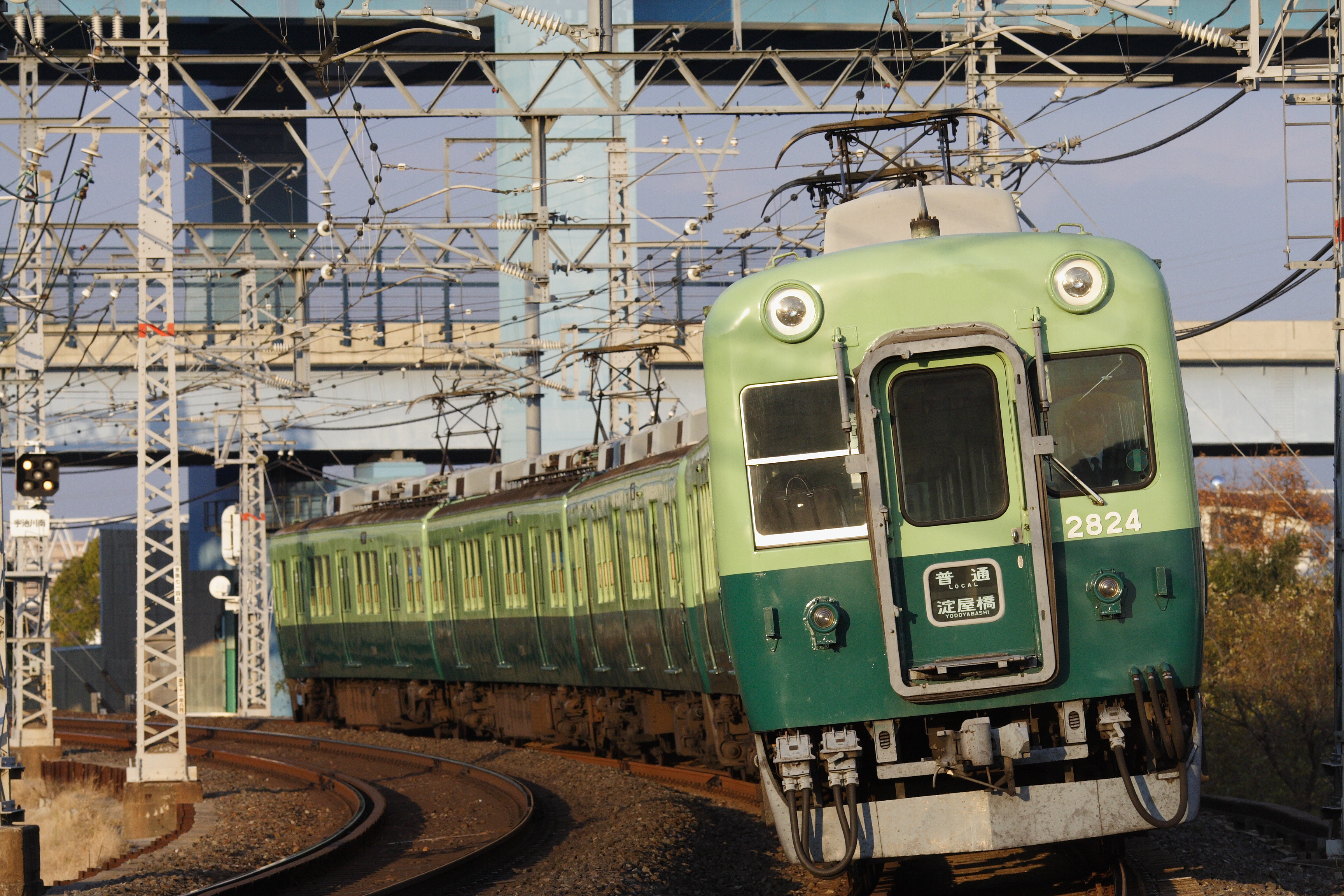
Keihan série 2600
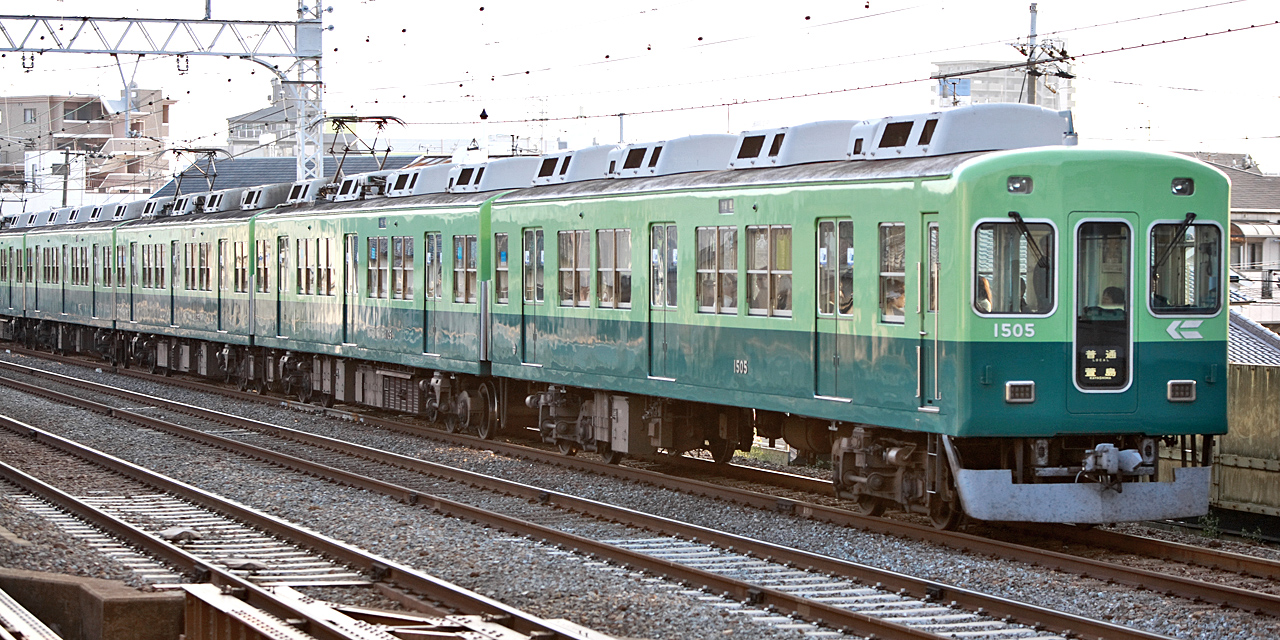
Keihan série 1000
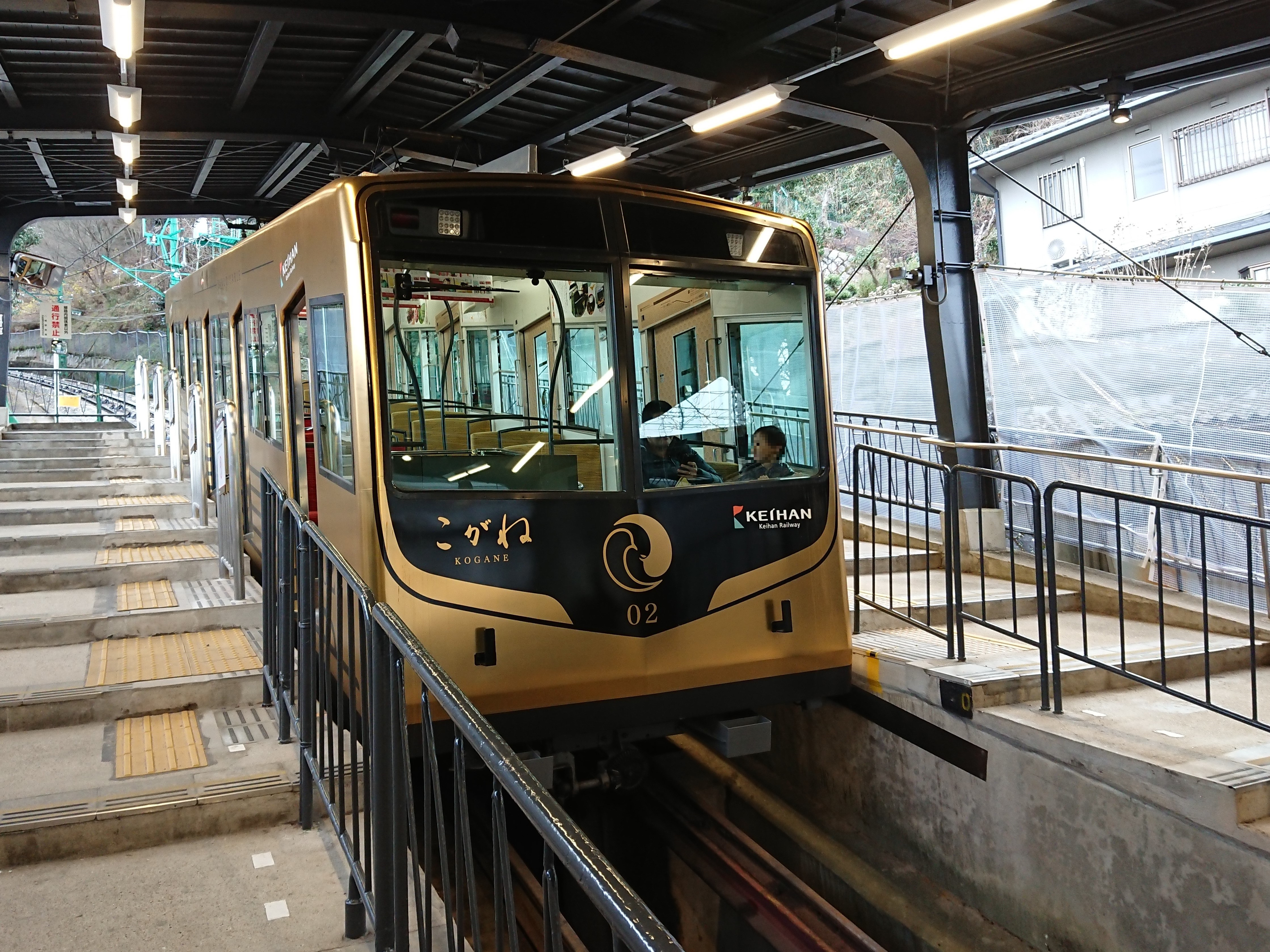
Funiculaire Iwashimizu-Hachimangū

### Lignes Ōtsu

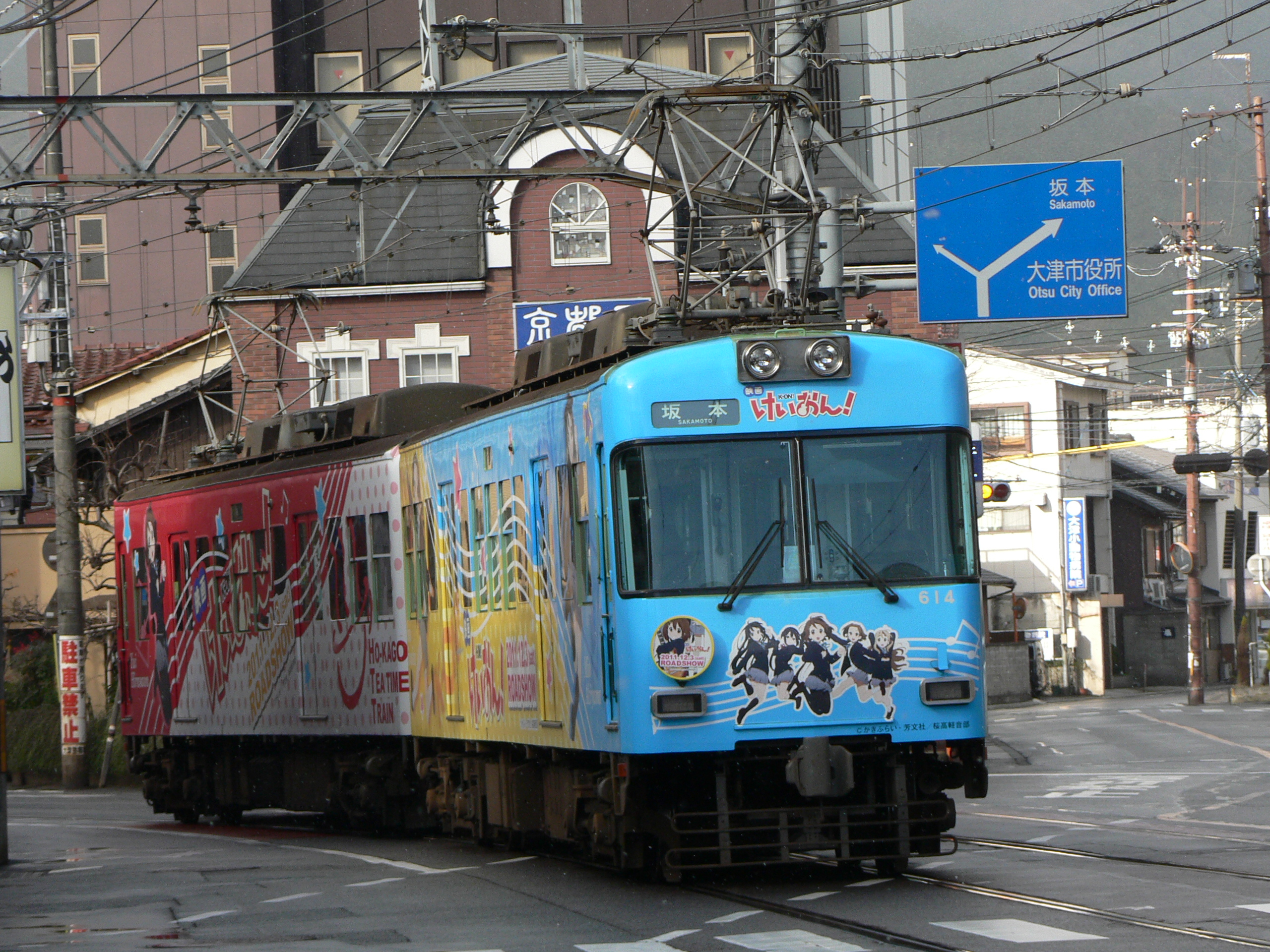
Keihan série 600
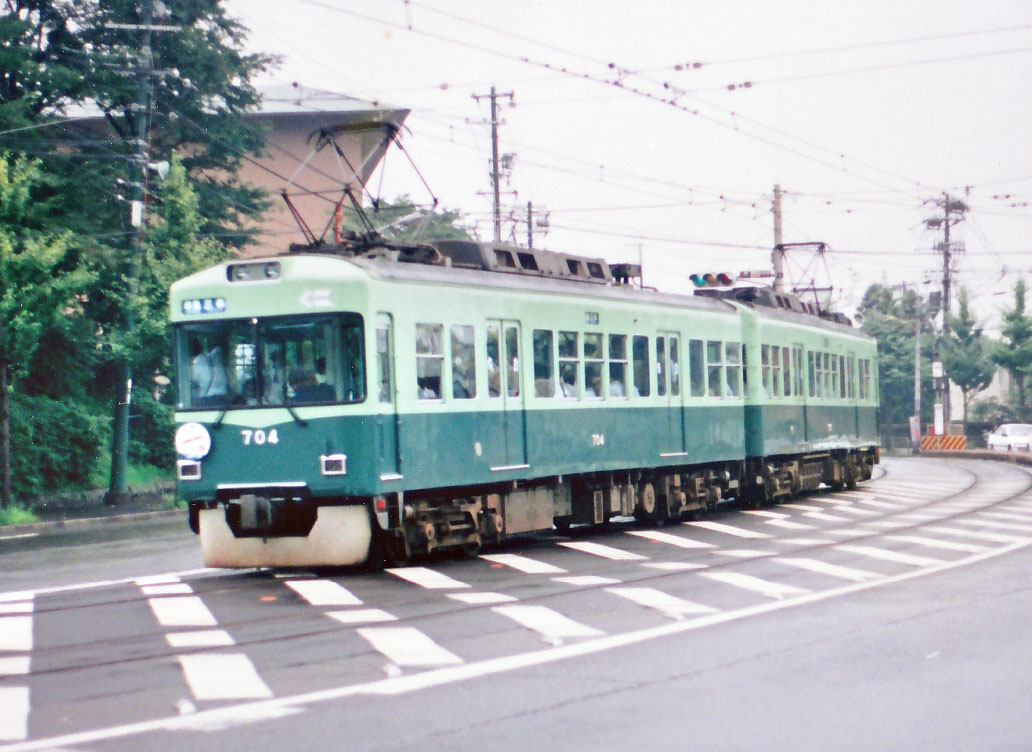
Keihan série 700
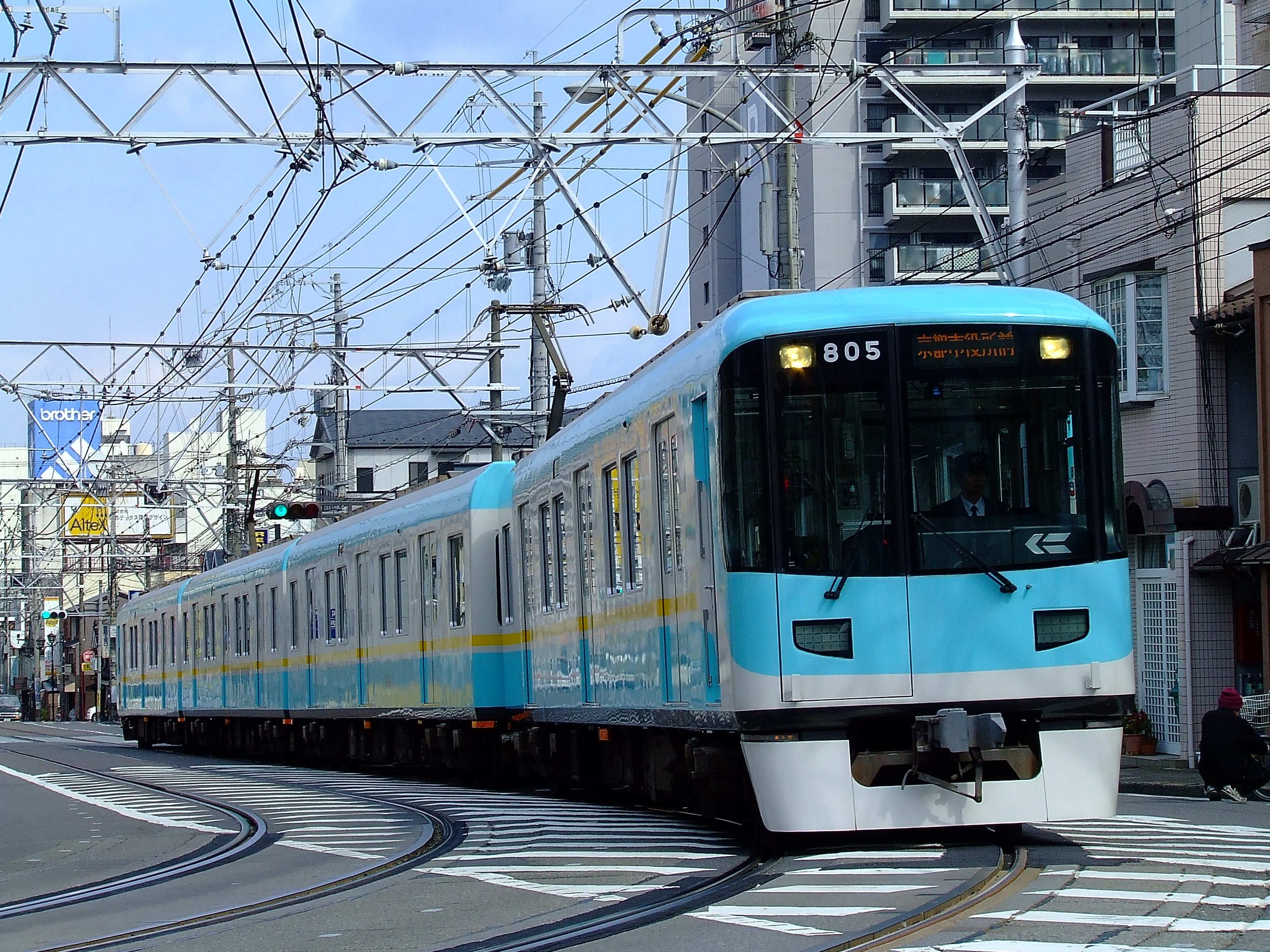
Keihan série 800